# Mahjoub Haida
Mahjoub Haida (Marruecos, 1 de julio de 1970) es un atleta marroquí retirado especializado en la prueba de 800 m, en la que consiguió ser subcampeón mundial en pista cubierta en 1997.

## Carrera deportiva
En el Campeonato Mundial de Atletismo en Pista Cubierta de 1997 ganó la medalla de plata en los 800 metros, llegando a meta en un tiempo de 1:45.76 segundos que fue récord de Marruecos, tras el danés Wilson Kipketer (oro con 1:42.17 segundos que fue récord del mundo) y por delante del estadounidense Rich Kenah.